# 気比音頭
「気比音頭」(けひおんど)は、1960年6月にキングレコードより発売された春日八郎と下谷二三子が歌った敦賀市の委託制作盤。

## 概要
北陸トンネルが敦賀市に開通することを記念して制作された新民謡。
詞は公募され、曲は敦賀市出身の山崎正清に依頼された。詞には国の無形重要文化財でもある「敦賀西町の綱引き」や敦賀の名物である昆布、蒲鉾などが織り込まれている。
EP盤とSP盤で同時期に発売されており、EP盤は4種類は制作されていることが分かっている。
B面の三橋美智也「トンネル節」は三橋美智也のシングル「懐しの高原」のB面にも収録されている。

## 収録曲
作曲・編曲：山崎正清
1. 春日八郎・下谷二三子「気比音頭」(3分40秒)
作詞：脇太一
2. 三橋美智也「トンネル節」(3分15秒)
作詞：池田誠一郎